# Anyphaena pectorosa
Anyphaena pectorosa là một loài nhện trong họ Anyphaenidae.
Loài này thuộc chi Anyphaena. Anyphaena pectorosa được Ludwig Carl Christian Koch miêu tả năm 1866.